# Kalidiatou Niakaté
Kalidiatou Niakaté, född 15 mars 1995 i Aubervilliers, är en fransk handbollsspelare. Hon spelar som vänsternia.

## Klubblagskarriär
Niakaté började spela handboll i Aubervilliers och senare i Châtenay-Malabry. Från 2011 spelade hon för Issy Paris. Med Issy Paris vann hon 2013 ligapokalen i Frankrike. I mästerskapet spelade hon final 2014 och 2015 men förlorade båda. Säsongen 2012-2013 nådde klubben finalen i cupvinnarcupen men förlorade även denna. Säsongen efteråt 2013-2014 stod Issy Paris i final i Challange Cup men förlorade också denna final. Niakaté slöt sommaren  2017 kontrakt med Nantes Atlantique. I februari 2019 tvingades Niakaté operera sin knäskålssena och måste avstå spel till säsongens slut 2019. Sedan säsongen 2019-2020 spelar hon för franska toppklubben Brest Bretagne HB. Med Brest vann hon 2021 både ligan och franska cupen.

## Landslagskarriär
Niakaté debuterade i oktober 2014 i franska A-landslaget. Hennes första stora framgång var då Frankrike blev världsmästare i VM 2017 i Tyskland. Hon stod för 12 mål i den turneringen. Året efter var hon och vann EM-guld i Frankrike. 2020 var hon vid EM i Danmark med och vann en silvermedalj. Hon stod då för 15 mål i EM-turneringen. Vid OS 2020 i Tokyo som spelades 2021 var hon med i det franska guldlaget. Hon noterades för 8 mål  i turneringen. I december 2021 var hon med i VM och fick med sig en silvermedalj efter förlust i finalen med 22-29 till Norge.

## Utmärkelser
- Riddare av Hederslegionen,  8 september 2021[9]

[Redigera Wikidata]